# Bombylisoma algirum
Bombylisoma algirum är en tvåvingeart som först beskrevs av Macquart 1840.  Bombylisoma algirum ingår i släktet Bombylisoma och familjen svävflugor. Inga underarter finns listade i Catalogue of Life.